# Teinopalpus aureus
Teinopalpus aureus är en fjärilsart som beskrevs av Clayton Dissinger Mell 1923. Teinopalpus aureus ingår i släktet Teinopalpus och familjen riddarfjärilar. IUCN kategoriserar arten globalt som otillräckligt studerad. Inga underarter finns listade i Catalogue of Life.